# NGC 6916
NGC 6916 (również PGC 64600 lub UGC 11554) – galaktyka spiralna z poprzeczką (SBbc), znajdująca się w gwiazdozbiorze Łabędzia. Odkrył ją 26 czerwca 1887 roku Lewis A. Swift.
W galaktyce tej zaobserwowano supernową SN 2002cd.